# 울산광역시교육감
울산광역시교육감은 울산광역시교육청을 지휘하는 차관급 정무직 공무원이다.

## 역대 교육감
- 이성열(李成烈) 1962년 3월 6일[1] ~ 1964년 2월 28일
- 윤진화(尹瑨華) 1964년 3월 24일[2] ~ 1968년 8월 30일[3]
- 홍상곤 ( 1968년 9월 16일 ~ 1970년 4월 14일)
- 박 일 (朴一) ( 1970년 4월 15일 ~ 1972년 3월 24일)
- 김덕범 ( 1972년 3월 25일 ~ 1973년 1월 24일)
- 하정식 ( 1973년 1월 25일 ~ 1975년 2월 28일)
- 이병직 ( 1975년 3월 1일 ~ 1976년 8월 31일)
- 정창주 ( 1976년 9월 1일 ~ 1977년 5월 5일)
- 이병직 ( 1977년 5월 6일 ~ 1980년 11월 13일 )
- 윤대화(尹大和)  ( 1980.11.14 ~ 1988.09.10 )[4]
- 이수찬(李樹燦) 1988년 8월 20일[5] ~
- 김지웅(金志雄) 1992년 ~ 1994년
- 박수룡(朴守龍) 1994년 ~ 1995년 2월 23일
- 이필우 1995년 2월 24일[6] ~ 1996년
- 이보룡(李寶龍) 1996년 ~
- 김지웅(金知雄) ~ 1997년 7월 14일

| 선출 방식   | 대수     | 이름           | 임기                               | 비고                            |
| ----------- | -------- | -------------- | ---------------------------------- | ------------------------------- |
| 교육부 파견 | 권한대행 | 이보룡(李寶龍) | 1997년 7월 15일 ~ 1997년 8월 11일  |                                 |
| 간선        | 제1대    | 김석기         | 1997년 8월 12일 ~ 1999년 3월 11일  |                                 |
| 교육부 파견 | 권한대행 | 송영식         | 1999년 3월 12일 ~ 1999년 4월 20일  |                                 |
| 간선        | 제2대    | 김지웅         | 1999년 4월 21일 ~ 2001년 4월 15일  |                                 |
| 교육부 파견 | 권한대행 | 박무사         | 2001년 4월 16일 ~ 2001년 8월 20일  |                                 |
| 간선        | 제3대    | 최만규         | 2001년 8월 21일 ~ 2005년 8월 20일  |                                 |
| 간선        | 제4대    | 김석기         | 2005년 8월 21일 ~ 2005년 8월 30일  |                                 |
| 교육부 파견 | 권한대행 | 이철우         | 2005년 8월 31일 ~ 2006년 2월 16일  |                                 |
| 교육부 파견 | 권한대행 | 서용범         | 2006년 2월 17일 ~ 2007년 12월 19일 |                                 |
| 주민 직선   | 제5대    | 김상만         | 2007년 12월 20일 ~ 2010년 6월 30일 |                                 |
| 주민 직선   | 제6대    | 김복만         | 2010년 7월 1일 ~ 2014년 6월 30일   |                                 |
| 주민 직선   | 제7대    | 김복만         | 2014년 7월 1일 ~ 2017년 12월 31일  |                                 |
| 교육부 파견 | 권한대행 | 류혜숙         | 2018년 1월 1일 ~ 2018년 6월 30일   |                                 |
| 주민 직선   | 제8대    | 노옥희         | 2018년 7월 1일 ~ 2022년 6월 30일   | 최초의 진보 계열 및 여성 교육감 |
| 주민 직선   | 제9대    | 노옥희         | 2022년 7월 1일 ~ 2022년 12월 8일   | 최초의 진보 계열 및 여성 교육감 |
| 교육부 파견 | 권한대행 | 이용균         | 2022년 12월 9일 ~ 2022년 12월 31일 |                                 |
| 교육부 파견 | 권한대행 | 최성부         | 2023년 1월 1일 ~ 2023년 4월 5일    |                                 |
| 주민 직선   | 제10대   | 천창수         | 2023년 4월 6일 ~                   |                                 |

## 같이 보기
- 울산광역시교육감 선거